# Władysław Borys
Władysław Borys (ur. 20 marca 1911, zm. 17 września 1939 koło Lidy) – polski lotnik.

## Życiorys
Po ukończeniu Podoficerskiej Szkoły Pilotów w Bydgoszczy został przydzielony do 5 pułku lotniczego w Lidzie. Uczestniczył w kampanii wrześniowej będąc pilotem 51 eskadry rozpoznawczej, którą przydzielono do Samodzielnej Grupy Operacyjnej "Narew". 
16 września 1939 odebrał z bazy nr 5 w Lidzie samolot PZL.23 Karaś, który był wcześniej remontowany. Następnego dnia razem z por. obs. Leopoldem Łaciną i por. obs. Karolem Radatzem otrzymali rozkaz dołączenia do eskadry, wystartowali o godz. 6 rano. Ok. 2 km od lotniska znajdujący się na wysokości 200 metrów nad ziemią samolot eksplodował, cała załoga zginęła. Spoczęli w zbiorowej mogile na starym cmentarzu katolickim w Lidzie. Pośmiertnie plut. Władysław Borys został odznaczony Krzyżem Walecznych.